# Philibert Besson
Pour les articles homonymes, voir Besson.
Philibert Hippolyte Marcelin Besson, né le 6 juin 1898 à Vorey-sur-Arzon et mort le 16 mars 1941 à Riom, est un homme politique français, député de la Haute-Loire sous la IIIe République.

## Biographie

### Jeunesse
Philibert Besson s'engage pour quatre ans le 3 avril 1917 à la Mairie du Puy (en Velay) pour le 11e régiment d'artillerie à pied (voir fiche d'affectation aux Archives départementales du Puy en Velay), il est blessé, fait prisonnier, s'évade, et il est décoré de la Croix de Guerre. Avec deux diplômes d'ingénieur, il devient officier de la marine marchande, mais la quitte pour être interné à l'hôpital psychiatrique de Sainte-Marie au Puy d'où il s'évade. Plus tard, il va passer quelques mois aux États-Unis, où il exerce divers métiers et dont il revient pour ouvrir un commerce de vins.

### Élu local
Il est élu conseiller d'arrondissement en 1928, puis l'année suivante maire de sa commune natale, poste dont il est suspendu par le préfet à cause de son anticonformisme et de démêlés avec un juge dont il aimait se moquer.

### Carrière de député

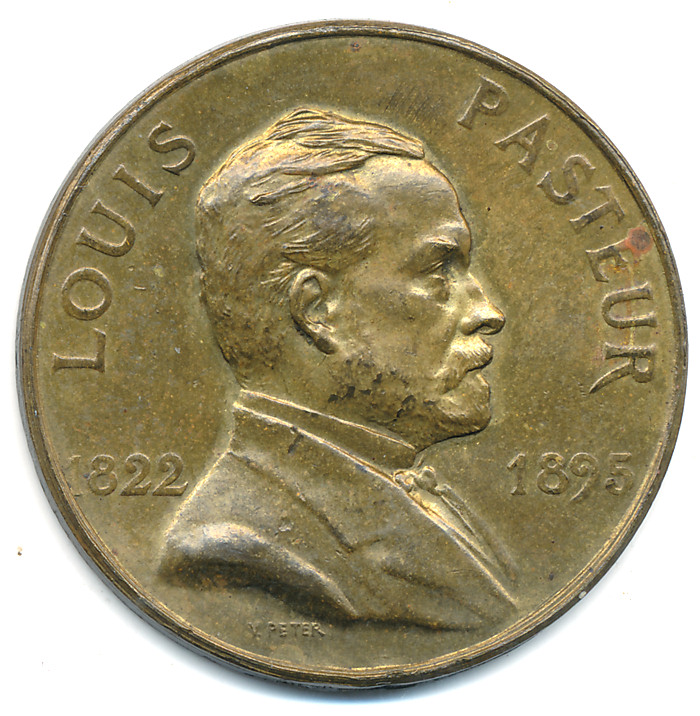
Monnaie de 1/10e d’Europa, portrait de Louis Pasteur, 1928, bronze, 32 mm.

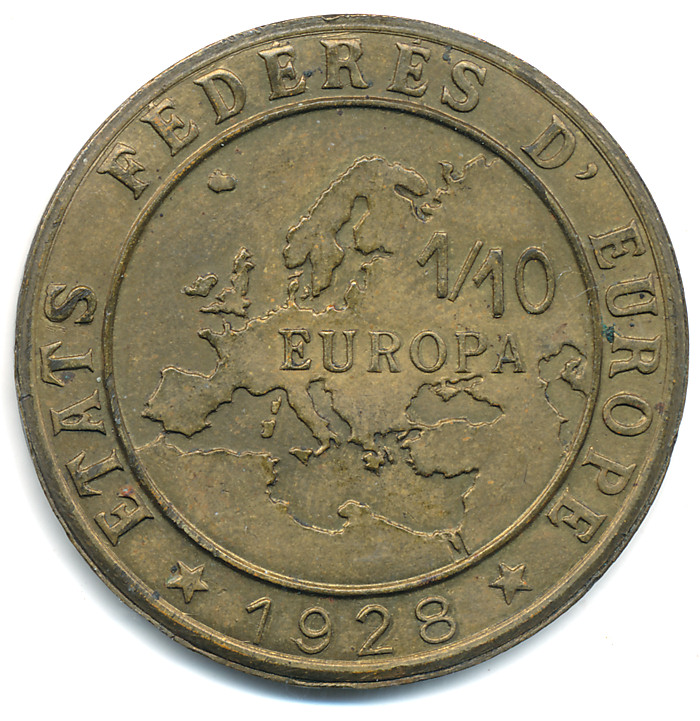
Revers de la monnaie de 1/10e d’Europa, 1928, bronze, 32 mm.

Il fait campagne aux élections législatives de 1932 en allant de village en village juché sur une  moto, collant lui-même ses affiches et s'exprimant en occitan sur les marchés (sa carte de visite se terminait d'ailleurs par cette ligne : « Parle anglais, italien, espagnol, portugais, PATOIS »). Sa silhouette, sa tête de professeur Tournesol (lunettes rondes, profil aquilin, crâne dégarni entouré d'une couronne de cheveux fous qui partent à l'horizontale) sont connues dans tout le département. Il est élu député de la Haute-Loire à une confortable majorité. Non inscrit dans les partis politiques de l'époque, il se fait aussitôt remarquer par sa verve et sa personnalité excentrique.
À partir de 1928, sur le territoire de la commune de Cizely, dont le maire Joseph Archer est un de ses amis, il fait circuler des pièces et billets d'une monnaie européenne, l'Europa qu'il a créée. Il s'agit de « la monnaie universelle, la monnaie de la paix », gagée sur le travail. Conceptuellement, il s'agit d'un troc organisé dans lequel, au lieu de mesurer le prix des marchandises en unités monétaires, la valeur de l'unité monétaire a été fixée, indépendamment de l'offre et de la demande, en fonction de quantités réelles de marchandises : un Europa vaut ainsi, une fois pour toutes, « 2 kilos de blé, 200 grammes de viande, 30 centigrammes d'or, 100 grammes de cuivre, 2 kilos d'acier, 50 centilitres de vin 10°, 200 grammes de coton, 10 kilowatts-heures, 1 tonne kilométrique, 30 minutes de travail ».
La création de l'Europa n'est d'ailleurs qu'une mise en application partielle du programme fédériste de Joseph Archer dont Besson s'est fait le propagandiste, programme qui prévoit entre autres la création des « États Fédérés d'Europe » et la suppression des barrières douanières et qui se termine par cette phrase : La France, ainsi, ayant résolu tous ces problèmes nationaux, ayant un idéal international, pourra être véritablement la reine de la paix.
Le franc-parler de Philibert Besson et son caractère irascible lui créent de nombreuses inimitiés. Il s'élève contre les « vautours » de l'industrie électrique et des chemins de fer et contre les spoliations dont sont victimes les paysans qui vendent leur blé aux industriels de la meunerie. Il crée avec Joseph Archer 150 dépôts où l'on vend les « pains Philibert Besson » 29 sous au lieu de 39. Quelque temps auparavant, il a arraché des poteaux électriques dans une commune de Haute-Loire. Le 3 mars 1935, il organise à Saint-Étienne un inoubliable meeting où, debout sur une horloge, il harangue 20 000 personnes qui le portent ensuite en triomphe dans tout le centre-ville. Partout il dénonce les alliances cachées entre les partis, et celles de ces derniers avec le monde financier et les entreprises.

### Fin de carrière et mort
Il est mis en cause dans une affaire de carnet à souches[réf. nécessaire] qui aboutit à sa condamnation pour vol, et se ramifie en d'autres affaires (il aura jusqu'à cinq mandats lancés contre lui, à une époque où les scandales financiers et politiques aboutissaient couramment à des non-lieux), puis l'Assemblée nationale vote, à une écrasante majorité, la levée de son immunité parlementaire, le 7 mars 1935.
Après avoir sans succès défendu sa cause à la tribune de l'hémicycle, il est déchu de son mandat par la Chambre des députés le 7 mars 1935, après que la Cour de cassation eut, en 1934, rendu définitive la condamnation prononcée en première instance. Philibert Besson s'enfuit du Palais Bourbon pour ne pas être arrêté et réussit à rejoindre sa circonscription du Velay où il « prend le maquis » et où il va vivre caché pendant près d'un an, recueilli de ferme en ferme par des paysans qui le considèrent toujours comme « leur député »[réf. nécessaire]. Il se déguise en curé, en femme, traverse la Loire à la nage, etc. pour échapper aux nombreux policiers et gendarmes lancés à ses trousses. Il écrit dans cette retraite un livre-pamphlet, Peuple, tu es trahi.
Cet épisode lui vaut une certaine notoriété et ainsi de passer à la postérité au travers d'une chanson très populaire de l'époque, interprétée par l'artiste de variété Georgius et intitulée Au lycée Papillon (1936). Malgré son ton comique, cette chanson évoque de façon prémonitoire sa mort qui ne surviendra que quatre ans plus tard. Pourtant, Besson n'avait à l'époque que 37 ans.
Le 9 juin suivant, lors de l'élection législative partielle organisée pour le remplacer, c'est Joseph Archer, se présentant en son nom et avec son soutien explicite, qui est largement élu. Finalement, Philibert Besson effectue sa reddition au président de la République, Albert Lebrun, et est emprisonné dans l'attente de son jugement définitif. Lors des élections législatives de 1936, Joseph Archer est battu. Philibert Besson est acquitté lors de son procès. Il affirme se retirer de la politique, mais ne peut la quitter, et il est battu à Saint-Étienne par un nouveau venu en politique, Antoine Pinay.
Mobilisé en 1939 pour la guerre qu'il annonçait depuis des années, en ayant prédit jusqu'à la date, Philibert Besson est arrêté pour avoir tenu publiquement des propos défaitistes (« Nos armées ne peuvent vaincre. Elles sont quasiment trahies. ») dans un café alors qu'il portait l'uniforme. Il est enfermé à la prison de Riom où il meurt le 17 mars 1941, dénutri et tuberculeux, à la suite de privations de nourriture et de passages à tabac par ses gardiens, qui lui reprochaient sa participation à une mutinerie.

## Ouvrage
- Peuple, tu es trahi : dans le maquis entre une civilisation qui se perd et un ordre nouveau en voie de briser ses chaînes, Lang Blanchong, 1936